# NGC 1598
NGC 1598 is een balkspiraalstelsel in het sterrenbeeld Graveerstift. Het hemelobject werd op 3 december 1837 ontdekt door de Britse astronoom John Herschel.
Samen met NGC 1595 en het Carafe sterrenstelsel maakt NGC 1598 deel uit van de Carafe groep.

## Synoniemen
- PGC 15204
- ESO 202-26
- AM 0427-475
- IRAS04271-4753